# Песак
Песак ситнозрни је невезани материјал. Чине га зрна пречника од 0,05—2 mm и сврстава се у седиментне стене. Песак je грануларни материјал састављен од фино уситњених стена и минералних честица. Песак има различите саставе, али је дефинисан величином зрна. Зрна песка су мања од шљунка и крупнија од муља. Песак се такође може односити на текстурну класу тла или тип земљишта; односно земљиште које садржи више од 85 посто честица величине песка по маси. Песак спада у псамите а овој групи припада још и пешчар.
Минералошки гледано, песак је сачињен доминантно од зрна (гранула) кварца, љуспица мусковита, а потом и од зрна циркона, рутила, апатита, гранита, магнетита, турмалина идр. Поред ових минерала у песку који је претрпео мали транспорт могу се наћи фелдспати — албит, ортоклас и микроклин — који су обично делимично каолинисани. Песак се обично налази у пустињама и на плажама. Печењем песка на високим температурама се прави стакло. Песак и шљунак чине највећи део материјала који се користе у зидарству, чак 79% или 28.6 гигатона годишње у 2010. и спадају у материјале који се највише екстрактују на свету, превазилазећи фосилна горива и биомасу.
Песак је необновљив ресурс у размерама људског века, а песак погодан за израду бетона је веома тражен. Пустињски песак, иако га има у изобиљу, није погодан за бетон. 50 милијарди тона песка са плажа и фосилног песка се користи сваке године за изградњу.

## Композиција
Тачна дефиниција песка варира. Научни јединствени систем класификације земљишта који се користи у инжењерству и геологији одговара америчким стандардним ситама и дефинише песак као честице пречника између 0,074 и 4,75 милиметара. Према другој дефиницији, у смислу величине честица коју користе геолози, честице песка имају пречник од 0,0625  (или 1⁄16 ) запремине од приближно 0,00012 кубних милиметара, до 2 , запремине од приближно 4,2 кубна милиметра, разлика у запремини је 34.688 мера разлике. Свака честица која спада у овај опсег величина назива се зрно песка. Зрна песка се налазе између шљунка (са честицама у распону од 2  до 64  по другом систему, и од 4,75  до 75  у првом) и муља (честице мање од 0,0625  до 0,004 ). Спецификација величине између песка и шљунка остала је константна више од једног века, али су пречници честица од само 0,02  сматрани песком према стандарду Алберта Атерберга који се користио током раног 20. века. Зрнца песка у Архимедовом Пребројачу песка написаном око 240. године пре нове ере, била су пречника 0,02 . Спецификација Министарства пољопривреде Сједињених Држава из 1938. била је 0,05 . Инжењерски стандард из 1953. који је објавила Америчка асоцијација државних службеника за путеве и транспорт поставио је минималну величину песка на 0,074 . Песак ствара пескав осећај када се трља између прстију. Поређења рад, муљ се осећа као брашно.

## Ресурси и забринутост за животну средину
Само део песка је погодан за грађевинску индустрију, на пример за израду бетона. Због пораста становништва и градова и последичне грађевинске активности постоји огромна потражња за овим посебним врстама песка, а природни извори су при крају. Године 2012. француски режисер Денис Делестрак снимио је документарни филм под називом „Ратови песка“ о утицају недостатка грађевинског песка. У њему су приказани еколошки и економски ефекти легалне и нелегалне трговине грађевинским песком.
За извлачење песка користи се метода хидрауличког багерисања. Ово функционише тако што се горњих неколико метара песка испумпава из воде и пуни у баржу. Овај материјал се затим транспортује назад на копно ради обраде. Нажалост, сав морски живот помешан са извађеним песком бива убијен и екосистем може наставити да пати годинама након завршетка ископавања. Не само да ово утиче на морски живот, већ и на локалну рибарску индустрију због губитка живота и заједница које живе близу ивице воде. Када се песак извади из воде повећава се ризик од клизишта, што може довести до губитка пољопривредног земљишта и/или оштећења стамбених објеката.
Многе употребе песка захтевају значајну индустрију јаружења, што изазива забринутост за животну средину због исцрпљивања рибе, клизишта и поплава. Земље као што су Кина, Индонезија, Малезија и Камбоџа забрањују извоз песка, наводећи ове проблеме као главни фактор. Процењује се да је годишња потрошња песка и шљунка 40 милијарди тона и да песак представља глобалну индустрију вредну 70 милијарди долара. Са повећањем употребе, очекује се да ће у већој мери доћи од рециклаже и примене алтернатива песку.
Глобална потражња за песком у 2017. била је 9,55 милијарди тона као део индустрије вредне 99,5 милијарди долара.

## Опасности
Иако је песак генерално нетоксичан, активности коришћења песка као што је пескарење захтевају мере предострожности. Вреће са песком од силицијум диоксида које се користе за пескарење сада носе налепнице које упозоравају корисника да носи респираторну заштиту како би избегао удисање настале фине прашине силицијум диоксида. Безбедносни листови са подацима за песак од силицијум диоксида наводе да „прекомерно удисање кристалног силицијум диоксида представља озбиљну опасност по здравље“.